# أنيق روشان
أنيق روشان (من مواليد 5 أكتوبر 2003) هو لاعب كرة قدم سنغافوري يلعب حاليًا كظهير أيمن لفريق Lion City Sailors FC.